# خانه مرغ مگس‌خوار
خانه مرغ مگس‌خوار (کره‌ای: 벌새) یک فیلم درام سال ۲۰۱۸ کره جنوبی به نویسندگی و کارگردانی کیم بورا است. این فیلم در بخش جریان‌های نو جشنواره فیلم بوسان در ۱۸ اکتبر ۲۰۱۸ به نمایش درآمد، جاییکه جایزه ان‌ئی‌تی‌پی‌ای‌سی و جایزه مخاطبان کی‌ان‌ان را برنده شد. این فیلم در مجموعه ۵۹ جایزه دریافت کرده‌است.

## باکس آفیس
خانه مرغ مگس‌خوار در ۱۴۰ سینما اکران شد و در آخر هفتهٔ افتتاحیه، ۱۰۳٬۰۲۷ دلار فروخت. این فیلم در کره جنوبی ۹۹۷٬۹۵۳ دلار فروخت. 